# Альфред Неуланд
Альфред Карл Неуланд (ест. Alfred Karl Neuland; 10 жовтня 1895, Валга, повіт Валгамаа, Ліфляндська губернія, Російська імперія — 16 листопада 1966, Таллінн) — естонський важкоатлет, чемпіон світу, олімпійський чемпіон та срібний призер Олімпіади, перший спортсмен, що приніс золоту нагороду Олімпійських ігор незалежній Естонії.

## Біографія

Погруддя Альфреда Неуланда в його рідному місті Валга

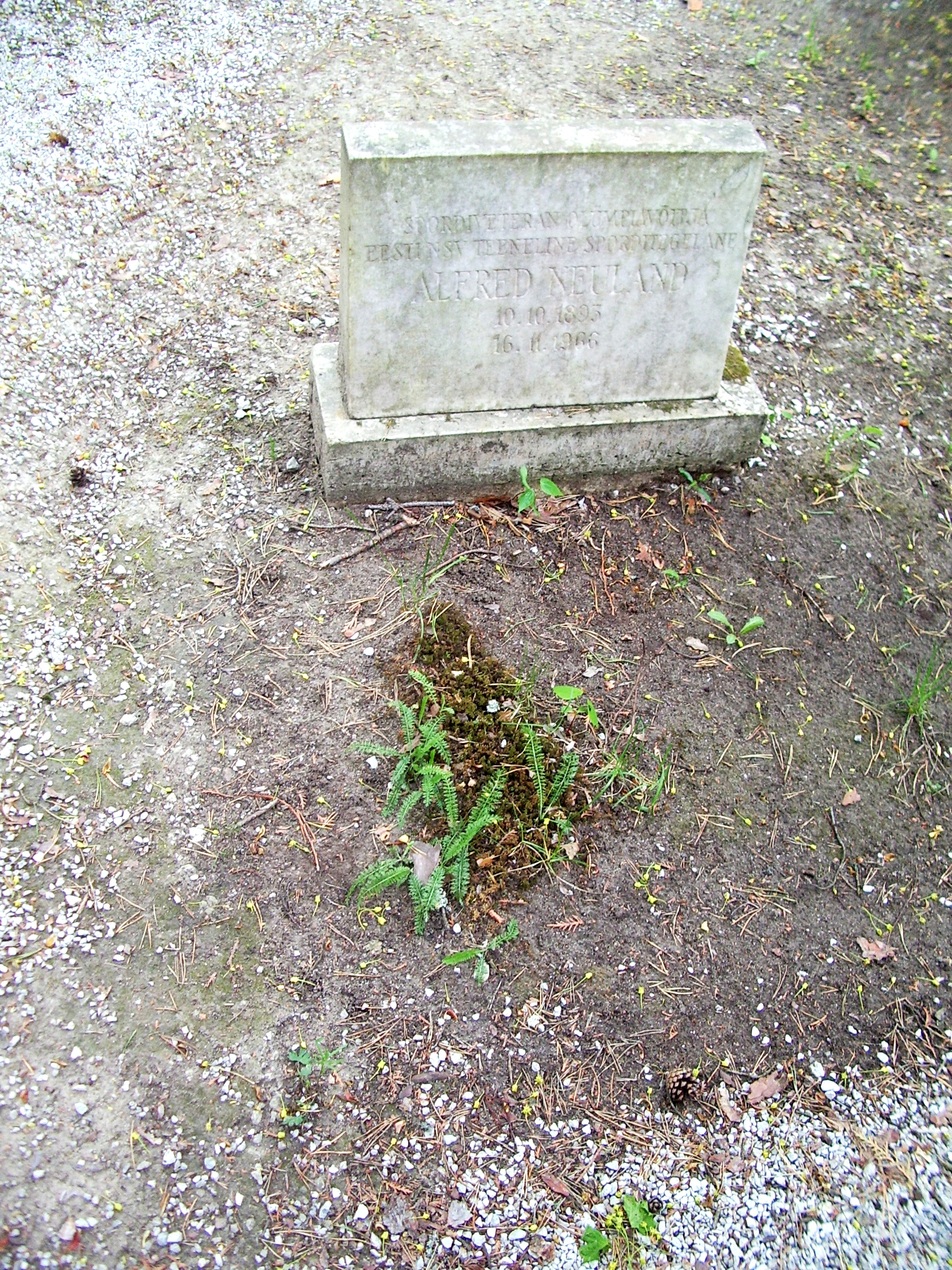
Могила Альфреда Неуланда на Лісовому кладовищі в Таллінні

Важкою атлетикою почав займатись в ранньому підлітковому віці під час навчання в Ризі у місцевому клубі «Марс». Пізніше продовжив заняття в петербурзьких «Калев», «Геркулес» і «Санітас». У 1913 на чемпіонаті Росії, до якої тоді входила Естонія, досяг першого успіху, посівши друге місце в легкій ваговій категорії (до 67,5 кг).
У 1914 повторив цей результат в російській першості і став чемпіоном Другої російської Олімпіади в Ризі в легкій вазі.
У 1915 Неуланд став чемпіоном Росії в легкій вазі, а в 1916 повторив цей успіх уже в середній ваговій категорії (до 75 кг), в тому ж році він отримав титул чемпіона Росії з перетягування канату у складі петроградської команди «Калев».
Його спортивна кар'єра була перервана Першою світовою війною, в якій йому довелося брати участь, після її завершення Альфред Неуланд воював за Незалежність своєї країни.
Після війни повернувся до занять спортом — в 1918-му році — в талліннському клубі «Вальвая» (укр. «Страж»), пізніше в «Калеві» і відразу став передовим важкоатлетом Естонії. В 1921 і 1924 роках став чемпіоном Естонії в легкій вазі, а в 1923-му році — в середній вазі. Він також виграв золото на чемпіонаті Балтії 1923 року. Входив до складу збірної Естонії в 1920-24 роках.
29 серпня 1920 року на VII Літніх Олімпійських іграх в Антверпені Альфред Неуланд виграв золоту олімпійську медаль з важкої атлетики у легкій вазі з результатом 257,5 кг (72,5 + 75,0 + 110,0), встановивши олімпійський рекорд і перевершивши досягнення найближчого суперника Луї Вілліка з Бельгії на 17,5 кг. Цього результату вистачило б, щоб виграти змагання і в середній вазі на цій же Олімпіаді, де переміг Анрі Гансе з Франції з результатом 245,0 кг. На цій Олімпіаді важкоатлети змагалися у триборстві — ривок і поштовх однією рукою, поштовх двома руками.
Вдруге Неуланд взяв участь в Олімпіаді через чотири роки в Парижі. На літніх Олімпійських іграх 1924 року він виграв срібну нагороду з важкої атлетики в середній вазі. Цього разу спортсмени змагалися у п'ятиборстві — ривок і поштовх однією рукою, жим, ривок і поштовх двома руками. Із загальним результатом 455,0 кг (82,5 + 90,0 + 77,5 + 90,0 + 115,0) він поступився 38,5 кг чемпіону цих змагань Карло Галіберті з Італії.
Нойланд пішов зі спорту після Олімпіади 1924 року, а потім працював бізнесменом у своєму рідному місті Валга. Він також виступав тренером з важкої атлетики в клубах «Калев» і «Комунар». Серед його учнів: Даніель Ганюков, Борис Меліков, Маті Нууде (останній був семиразовим чемпіоном Естонії, а потім став відомим співаком). Виступав як суддя (1955-й рік — суддя всесоюзної категорії; 1961-й рік — почесний суддя СРСР). Почесний член клубу «Калев» Таллінн (1963). Заслужений діяч спорту Естонської РСР. Писав статті на тему важкої атлетики в «Спортивній газеті Естонії» (ест. Eesti Spordileht) і газеті «Фізична культура» (ест. Kehakultuur). У 1950-55 Нойланд був директором естонської експериментальної фабрики безалкогольних напоїв (в даний час має назву «Tallinn Soft Drinks» Ltd Co).
1963 року за видатні досягнення отримав значок почесного члена спортивного товариства «Калев».

## Досягнення
Став новатором у важкій атлетиці: широке захоплення і низький присід при ривку, захоплення «в замок» (при захопленні великий палець ставиться під інші пальці). Встановив 12 світових, 14 олімпійських рекордів і 45 рекордів Естонії.
Особисті рекорди:
- жим — з результатом 97,5 кг,
- ривок — з результатом 100,0 кг,
- ривок однією рукою — з результатом 82,5 кг,
- поштовх — з результатом 125 кг,
- поштовх однією рукою — з результатом 92,5 кг,
- п'ятиборство — з результатом 455,0 кг,
- триборство — з результатом 305,0 кг.

## Вшанування пам'яті
У Валзі Альфреду Неуланду поставлений пам'ятник (1995 року, скульптор Маті Кармін), а починаючи з 2000-го року, там же проводиться щорічний турнір з важкої атлетики на його честь.